# Łąck (gmina)
Pour les articles homonymes, voir Łąck.
Łąck est une gmina rurale (gmina wiejska) de la powiat de Płock, dans la Voïvodie de Mazovie, dans le centre-est de la Pologne.
Son siège administratif (chef-lieu) est le village de Łąck qui se situe environ 11 kilomètres au sud-ouest de Płock (capitale de la powiat) et 99 kilomètres à l'ouest de Varsovie (capitale de la Pologne).
La gmina couvre une superficie de 93,74 km2 pour une population de 4 932 habitants en 2006.

## Histoire
De 1975 à 1998, la gmina est attachée administrativement à la voïvodie de Płock.

Depuis 1999, elle fait partie de la voïvodie de Mazovie.

## Géographie
La gmina inclut les villages et localités de:

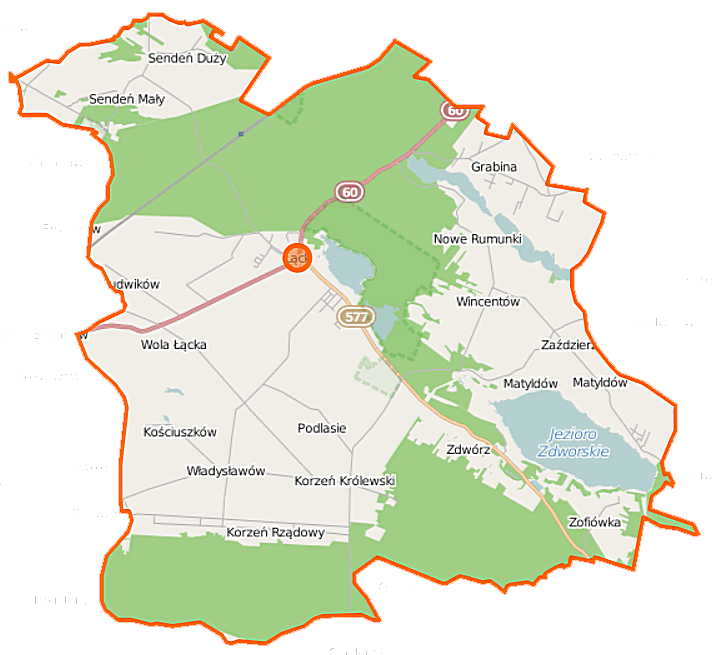
Plan de la gmina

- Antoninów
- Grabina
- Korzeń Królewski
- Korzeń Rządowy
- Kościuszków
- Koszelówka
- Łąck
- Ludwików
- Matyldów
- Nowe Rumunki
- Podlasie
- Sędeń Duży
- Sędeń Mały
- Wincentów
- Władysławów
- Wola Łącka
- Zaździerz
- Zdwórz
- Zofiówka

### Gminy voisines
La gmina de Łąck est voisine de la ville de Płock et des gminy suivantes :
- Gąbin
- Gostynin
- Nowy Duninów
- Szczawin Kościelny

## Structure du terrain
D'après les données de 2002, la superficie de la commune de Łąck est de 93,74 km2, répartis comme tel :
- terres agricoles : 45% ;
- forêts : 40% ;
- autres : 15%.

La commune représente 5,21% de la superficie du powiat.

## Démographie
Données du 30 juin 2004 :
| Description        | Total  | Total | Femmes | Femmes | Hommes | Hommes |
| ------------------ | ------ | ----- | ------ | ------ | ------ | ------ |
| Unité              | Nombre | %     | Nombre | %      | Nombre | %      |
| Population         | 4 877  | 100   | 2 499  | 51,2   | 2 378  | 48,8   |
| Densité (hab./km²) | 52     | 52    | 26,7   | 26,7   | 25,4   | 25,4   |